# Rhigognostis incarnatella
Rhigognostis incarnatella is een vlinder uit de familie koolmotten (Plutellidae). De wetenschappelijke naam is voor het eerst geldig gepubliceerd in 1873 door Steudel.
De soort komt voor in Europa.